# آنتیوژن
آنتیوژن‌ها موادهای روانگردانی هستند که تغییراتی را در ادراک، خلق و خو، آگاهی، شناخت یا رفتار به منظور ایجاد رشد معنوی یا در زمینه‌های مقدس ایجاد می‌کنند. مطالعه انسان‌شناسی نشان داده‌است که آنتیوژن‌ها برای مقاصد مذهبی، جادویی، شمنی یا معنوی در بسیاری از نقاط جهان استفاده می‌شوند. آنتیوژن‌ها به‌طور سنتی برای تکمیل بسیاری از شیوه‌های مختلف برای دستیابی به متعالی، از جمله پیشگویی، مدیتیشن، یوگا، محرومیت حسی، زهد، دعا، خلسه، تشریفات، آوازخوانی، تقلید صداها، سرودهایی مانند آوازهای پیوت، رقص طبل، و غیره استفاده می‌شدند. تجربه استفاده از روانگردان‌ها اغلب با شکل‌های غیرعادی آگاهی مانند آنهایی که در مدیتیشن تجربه می‌شوند، تجربیات نزدیک به مرگ، و تجربیات عرفانی مقایسه می‌شود. انحلال نفس اغلب به عنوان یکی از ویژگی‌های کلیدی تجربه روانگردان توصیف می‌شود.

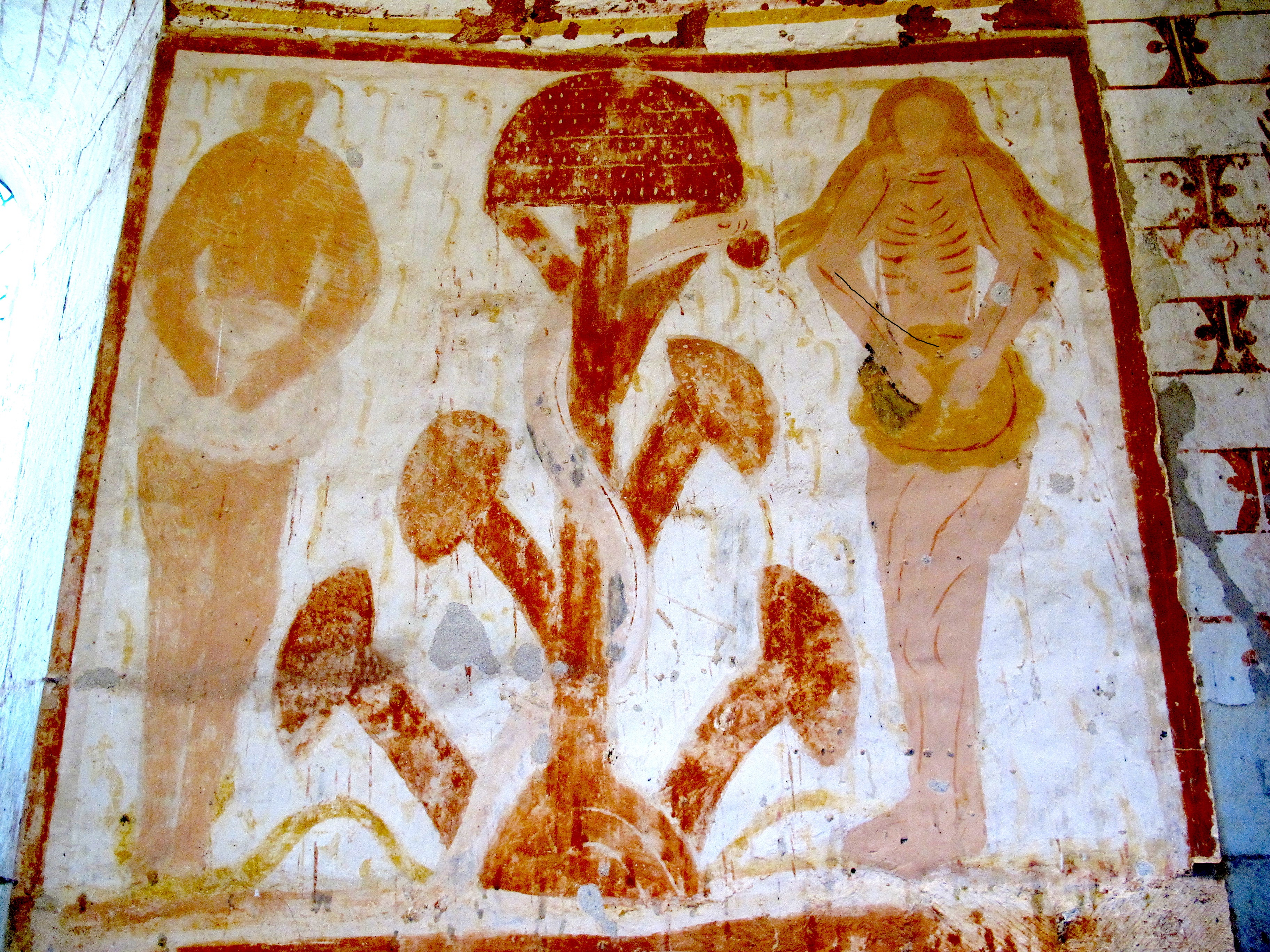
نقاشی‌های دیواری قرن دوازدهم که قارچ‌های آنتیوژنی ادعایی را در هنر مسیحی نشان می‌دهند